# Nyctemera abraxoides
Nyctemera abraxoides là một loài bướm đêm thuộc phân họ Arctiinae, họ Erebidae.